# Mistrzostwa Kenii w Biegach Przełajowych 2010
Mistrzostwa Kenii w Biegach Przełajowych 2010 – mistrzostwa w biegach przełajowych rozegrano 20 lutego w stolicy Kenii – Nairobi. Zawody były zarazem eliminacją do reprezentacji kraju na mistrzostwa świata w przełajach.

## Mężczyźni
| Konkurencja      | 1. miejsce     | Rezultat | 2. miejsce   | Rezultat | 3. miejsce   | Rezultat |
| Seniorzy (12 km) | Paul Tanui     | 35:12,5  | Lucas Rotich | 35:42,7  | Joseph Ebuya | 35:44,8  |
| Juniorzy (8 km)  | Charles Chebet | 23:38,0  | Paul Mutero  | 23:40,8  | Caleb Ndiku  | 23:42,4  |

## Kobiety
| Konkurencja     | 1. miejsce    | Rezultat | 2. miejsce       | Rezultat | 3. miejsce       | Rezultat |
| Seniorki (8 km) | Linet Masai   | 26:43,0  | Lineth Chepkurui | 27:03,5  | Margaret Wangare | 27:05,8  |
| Juniorki (6 km) | Nelly Ngeiywo | 20:12,7  | Purity Rionoripo | 20:13,6  | Faith Kipyegon   | 20:25,6  |